# Jorge Lanata
Jorge Ernesto Lanata (Mar del Plata, 12 settembre 1960 – Buenos Aires, 30 dicembre 2024) è stato un giornalista e scrittore argentino.
Fu una delle figure più note e popolari del giornalismo argentino contemporaneo. Colonnista del quotidiano Clarín, condusse un programma radiofonico su Radio Mitre.

## Biografia
Iniziò la sua carriera nel giornalismo a 14 anni scrivendo qualche breve articolo per Radio Nacional. Dopo aver collaborato con alcune radio e riviste, nel 1983 passò a Radio Belgrano dove lavorò come giornalista d'inchiesta per il programma Sin anestesia.
Fu tra i fondatori della Cooperativa de Periodistas che acquistò il mensile El Porteño, di cui Lanata fu il primo direttore. Nel 1987 fu cofondatore del quotidiano Página/12, di cui fu direttore sino al 1994. Dal 1990 al 1993 ha condotto il programma radiofonico Hora 25. Una volta conclusa quest'esperienza è passato alla conduzione di Rompe/Cabezas in radio Rock & Pop. Nel 1995 è stato insignito del Premio Martín Fierro per il miglior show radiofonico.
Successivamente ha diretto la rivista Veintitrés e ha condotto il programma televisivo Día D su América TV. Quest'ultima esperienza professionale gli è valsa la conquista di altri due Martín Fierro come miglior programma televisivo di giornalismo nel 1996 e nel 1997 ed altri tre Martín Fierro come miglior conduttore di un programma giornalistico. Nel 2004 ha dato alle stampe il libro Argentinos, dedicato alla storia argentina. A questo primo testo ne è seguito un secondo, pubblicato nel 2008. Entrambe le pubblicazioni si sono rivelate un enorme successo editoriale, con 340 000 copie vendute nella sola Argentina. Dopo una breve esperienza nell'emittente radiofonica uruguaiana Radio Colonia, nel 2005 è passato a Radio del Plata.
Dopo aver collaborato come colonnista per Perfil, nell'agosto 2007 ha iniziato a lavorare per fondare un nuovo quotidiano, chiamato Crítica de la Argentina, uscito poi nelle edicole nel marzo dell'anno successivo. Nel 2010 Lanata ha prodotto e condotto il documentario BRIC. L'anno seguente ha prodotto il documentario 26 personas para salvar al mundo.
Nell'aprile 2012 Lanata ha lanciato un nuovo programma televisivo chiamato Periodismo para todos su El Trece, che nel giro di un anno era diventato uno dei più celebri e popolari show argentini. In quello stesso anno ha iniziato a condurre su Radio Mitre Lanata sin filtro.

## Cinema
Nel 2004 ha girato il film-documentario Deuda, focalizzato su debito estero argentino.